# Rotation de la Terre

Animation (sans inclinaison) de la rotation de la Terre vers l'Est.

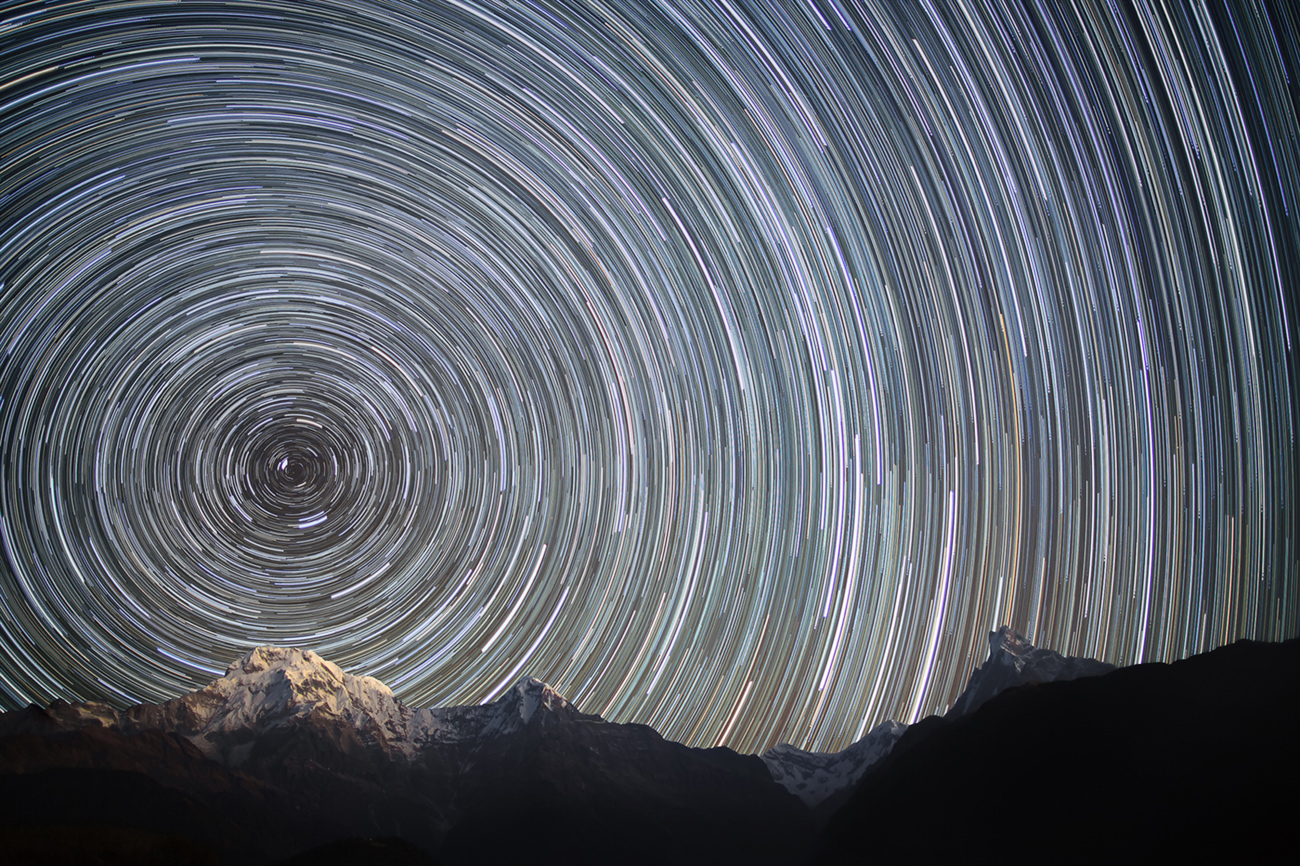
Cette photographie en pose longue du ciel nocturne dans l’hémisphère nord au-dessus de l’Himalaya népalais montre les trajectoires apparentes des étoiles lors de la rotation de la Terre.

La rotation de la Terre est le mouvement de la Terre sur elle-même autour de l'axe des pôles géographiques qui relie le pôle Nord au pôle Sud. Il a été énoncé pour la première fois par l’astronome grec Philolaos de Crotone, au Ve siècle av. J.-C.
Ce mouvement ne doit pas être confondu avec la rotation de la Terre autour du Soleil, dans un mouvement appelé la révolution. 
La rotation de la Terre autour de son axe est un mouvement complexe dont la composante principale est une rotation effectuée en  moyenne en 23 h 56 min 4,1 s. L'axe de rotation est incliné sur l'écliptique en moyenne de 23° 26′ ; cette inclinaison est la cause des saisons.
Si, par la pensée, on regarde la Terre d'un point très éloigné dans la direction du nord, la rotation de la Terre se fait vers l'Est, dans le sens direct, c'est-à-dire dans le sens inverse des aiguilles d'une montre. Du même point de vue, son mouvement de révolution autour du Soleil s'effectue également dans le sens inverse des aiguilles d'une montre.

## Histoire
À la suite d'une citation de Théophraste par Cicéron,, la première énonciation de la rotation diurne de la Terre autour de son axe est attribuée au pythagoricien Hicétas.

## Origine des mouvements de rotation et de révolution
L'hypothèse la plus souvent admise par les cosmologistes et planétologues est que les systèmes stellaires, constitués d'une étoile (ou d'un groupe de plusieurs étoiles) autour de laquelle gravitent des planètes, se sont formés par condensation et accrétion d'un nuage de gaz et de poussières sous l'influence de la gravitation. Les modèles de systèmes stellaires commencent donc par la formation, lors d'un effondrement, d'une étoile centrale - voire de deux ou plus -, puis par l'accrétion en planètes des gaz et poussières du disque circumstellaire résiduel.
Du fait du principe de la conservation du moment cinétique, celui du nuage primordial s'est réparti entre le mouvement de rotation du Soleil sur lui-même, les mouvements de révolution des planètes autour du Soleil et les mouvements de rotation des planètes sur elles-mêmes (auxquels il faut adjoindre les mouvements de révolution et de rotation de tous les petits corps : planétésimaux et satellites des planètes).
Lors de l'accrétion du nuage primordial, les frottements entre particules se sont transformés en chaleur. Celle-ci a élevé la température du Soleil suffisamment pour démarrer la réaction nucléaire qui l'alimente et pour donner à la Terre sa température interne (laquelle est également alimentée par des désintégrations nucléaires).

## Rotation de la Terre
Le mouvement de la Terre se décompose en deux parties : sa rotation autour de son centre de masse et le mouvement de ce dernier. Chacune de ces deux parties peut à son tour se décomposer en plusieurs composantes de propriétés différentes. Ainsi le mouvement de rotation de la Terre comprend-il la rotation autour de son axe instantané de rotation et le mouvement de cet axe, qu'on repère soit dans l'espace, soit par rapport à la croûte terrestre (cf. infra, « Mouvement du pôle »). De même, le mouvement de son centre de masse est la résultante du mouvement autour du Soleil et du mouvement du Soleil dans la Galaxie.

### Difficulté de définition
Considérée aux échelles de temps et de distance astronomiques, la Terre a une consistance non pas solide mais plastique. Sa rotation sur elle-même lui a conféré la forme d'un ellipsoïde de révolution : par l'effet de l'accélération centrifuge, son rayon aux pôles (6 357 km) est inférieur à son rayon à l'équateur (6 378 km).
La Terre n'étant pas un simple solide, il faut définir précisément sa forme pour étudier sa rotation.
Les déplacements des masses continentales sont étudiés par la tectonique des plaques. On sait mesurer les déplacements de la croûte terrestre, par exemple avec le GPS. Avec la convention dite de Tisserand, ceci permet de figer un modèle théorique du globe, appelé ITRS (Système international de référence terrestre).
Il reste alors à tenir compte des autres facteurs, intervenant dans les différents milieux et interfaces terrestres, qui modulent sa forme :
- les vents (aéronomie), la marée atmosphérique, la marée thermique solaire ;
- les courants océaniques, les marées océaniques, les interactions océan-atmosphère ;
- les marées continentales ; les mouvements du manteau (par exemple, le rebond post-glaciaire a déplacé significativement le pôle nord vers le Groenland) ; les mouvements de la graine du noyau et du noyau lui-même et l'interaction noyau-manteau ;
- les interactions Terre-Atmosphère-Océan (interactions TAO) : par exemple l'altitude de Brest varie beaucoup et celle de Rennes beaucoup moins.

La Terre ainsi « solidifiée » par ces différentes « réductions », on peut étudier l'action des astres sur ce solide (voir angles d'Euler et rotation synchrone).

### Composantes du mouvement de rotation

Le mouvement de rotation de la Terre considérée comme un solide indéformable est la superposition de trois mouvements : la rotation propre R (en vert), la précession P (en bleu) et la nutation N (en rouge).

La rotation de la Terre est un mouvement complexe résultant de la superposition de trois mouvements :
- la rotation propre est la rotation de la Terre autour de son axe ;
- l'axe de rotation de la Terre est l'objet d'une rotation dans un référentiel galiléen : cet axe demeure incliné d'un angle constant par rapport à l'écliptique mais décrit un cône d'axe perpendiculaire à l'écliptique. Ce mouvement de l'axe de la Terre est appelé précession des équinoxes ;
- le mouvement de rotation de l'axe de la terre est lui-même affecté d’oscillations périodiques appelées nutation.

Une image du mouvement de rotation complexe de la Terre est donnée par une toupie lorsque celle-ci ralentit du fait des frottements : l'axe de la toupie commence à tourner et cette rotation est elle-même affectée d'oscillations.

#### Mouvement de rotation de la Terre autour de son axe
Dans un repère galiléen, lié à la sphère des fixes, la Terre tourne autour de son axe d'ouest en est dans le sens direct, c'est-à-dire dans le sens inverse des aiguilles d'une montre vue d'une distance éloignée dans la direction du nord. Dans ce repère, une rotation complète s'effectue en moyenne en un peu moins de 86 164,1 s, soit 23 h 56 min 4,1 s (jour stellaire),. C'est parce que la Terre tourne autour du Soleil en même temps qu'elle tourne sur elle-même que le jour solaire dure quelques minutes de plus, soit 24 heures. La rotation de la Terre sur son axe correspond à une vitesse angulaire de 7,292 115 × 10−5 rad/s et a une vitesse linéaire en surface de 465,1 m/s à l'équateur.
Comme la Terre n'est pas rigoureusement un solide indéformable, la vitesse de rotation angulaire doit être soigneusement définie par les géodésiens et les astronomes. Sa mesure est opérée par le Service international de la rotation terrestre et des systèmes de référence (International Earth Rotation and Reference Systems Service, IERS) qui met en ligne ses résultats; en particulier l'Earth Orientation Center de l'IERS, basé à l'Observatoire de Paris.
Cette vitesse de rotation varie. Outre les variations harmoniques causées par les marées zonales (périodes entre quelques jours et 18,6 ans), on observe des changements irréguliers de la période de rotation (longueur du jour), principalement une variation saisonnière d'environ 1 ms et des changements décennaux (de 10 à 70 ans) d'environ 5 ms. Si les variations saisonnière et sub-saisonnière s'expliquent très bien par l'effet des vents, la fluctuation décennale reste mal comprise, et semble procéder de l'interaction entre le noyau et le manteau. En raison des variations décennales, la Terre a fortement accéléré depuis 2016, en sorte que la durée du jour présente une moyenne saisonnière inférieure au jour de 86400 s SI depuis 2021. De plus, à long terme, les actions du Soleil et de la Lune sur le soulèvement de la marée produisent un couple retardateur qui induit une augmentation de la durée du jour d'environ 1,3 ms par siècle et un éloignement de la Lune de 3,84 cm par an (voir Rotation synchrone).
Le pôle de rotation est l'intersection de l'axe de rotation avec la surface de l'hémisphère nord. La direction du pôle dans l'espace comme sur la Terre est mesurée avec une précision de l'ordre de 0,1 milliseconde d'arc.

#### Précession des équinoxes
L'axe de rotation de la Terre fait avec une perpendiculaire à l'écliptique un angle actuel de 23° 26′ 10", une valeur qui actuellement diminue d’environ 46,8’’ par siècle (voir l’article obliquité). Les équinoxes ont lieu lorsque le plan perpendiculaire à l'orbite de la Terre (écliptique) et contenant son axe de rotation passe par le Soleil, tous les six mois. Toutefois, ce plan tourne d'une fraction de degré par an et fait un tour complet en 25 800 ans environ (l’axe de rotation de la Terre fait une lente révolution en presque 25 800 ans, ce qui est la cause de la précession des équinoxes d’environ 50,29’’ par an, ou de 1° en environ 71,58 ans actuellement). On appelle polhodie le point d'intersection de l'axe de rotation de la Terre avec la sphère des fixes dans la direction du nord et herpolhodie la courbe décrite par ce point sur la sphère des fixes. C'est l’astronome grec Hipparque qui a découvert et décrit la précession des équinoxes en 130 av. J.-C.

#### Nutation
La nutation est un mouvement d'oscillation rapide et de petite amplitude de l'axe de la Terre autour du cône de rotation de l'axe. Ce mouvement est lui-même décrit comme la combinaison de plusieurs nutations. La principale d'entre elles est la nutation de Bradley qui a une période de 18,6 ans et une amplitude de 9,2″.

#### Causes de la précession et de la nutation
La forme de la Terre n’est pas exactement sphérique mais celle d'un ellipsoïde de révolution légèrement oblate, et son diamètre à l’équateur est légèrement plus grand que celui passant par les pôles. Son axe de rotation étant incliné par rapport à l’écliptique, la Terre subit en moyenne des forces de marée plus grandes sur l’équateur que sur le reste de la planète, du fait d'une plus grande concentration de matière. Cela provoque un couple qui tend à amener l'équateur vers  l'écliptique. Comme l’axe de ce couple est à peu près perpendiculaire à l’axe de rotation de la Terre, cet axe subit une précession, de la même manière qu’une toupie. Ces mouvements n’existeraient pas si la Terre était parfaitement sphérique.

## Longueur du jour
La longueur du jour dépend du référentiel utilisé pour le mesurer.
Le jour solaire est la durée comprise entre deux passages du Soleil au méridien d'un lieu. Elle varie légèrement au cours de l'année. Le jour solaire moyen est fixé par convention à 86 400 s TAI, c'est-à-dire 24 h, à plus ou moins 5 ms près.
Le service international de la rotation terrestre et des systèmes de référence détermine quotidiennement l'écart du jour solaire avec le jour atomique. Cet écart présente une variation saisonnière de l'ordre de la milliseconde à laquelle se superposent des oscillations à plus long terme entre 10 et 70 ans, atteignant 5 ms et difficilement prévisibles.
Selon la théorie commune, ces oscillations sont provoquées par le couplage entre le noyau fluide et le manteau. Sur des échelles de temps plus grandes, le ralentissement de la rotation terrestre est prédominant et entraîne une augmentation de la longueur du jour de deux à quatre millisecondes sur deux siècles,.
La longueur du jour est mesurée par la technique GPS et les tirs lasers sur satellites artificiels avec une précision de l'ordre de 20 µs. On peut ainsi calculer l'écart de la longueur du jour par rapport au jour atomique.
Le jour stellaire est la durée entre deux passages consécutifs des étoiles au méridien d’un lieu, correction faite de leur mouvement propre. La longueur du jour stellaire est fixée à 86 164,098 903 691 s soit 23 h 56 min 4,1 s. La différence avec le jour solaire résulte du déplacement quotidien de la Terre sur son orbite autour du Soleil.
Le jour sidéral est la durée entre deux passages au méridien d'un lieu du point vernal. Le jour sidéral est très voisin du jour stellaire ; la différence, très faible à l'échelle du jour, est due à la précession des équinoxes, c'est-à-dire à la rotation de l'axe de la Terre sur la sphère des fixes.

## Rapport entre la durée du jour et la durée de l'année
La période annuelle de rotation de la Terre dépend du repère utilisé :
- dans un repère galiléen, lié à la sphère des fixes, la Terre tourne sur elle-même en un peu moins de 86 164,1 s, soit 23 h 56 min 4,1 s. Elle revient à la même position sur son orbite en 365,256 3 j, soit 365 j 6 h 9 min 4 s. C'est l'année sidérale ;
- si l'on mesure la rotation par rapport au point vernal, elle tourne en 365,242 2 j, soit 365 j 5 h 48 min 45 s. C'est l'année tropique, un peu plus courte que l'année sidérale du fait de la rotation de l'axe de la Terre ;
- si l’on considère le point de l'orbite de la Terre le plus près du Soleil (le périhélie de l'orbite terrestre, actuellement le 3 janvier), puisque l'orbite de la Terre est une ellipse, la Terre met 365,259 6 j, soit 365 j 6 h 13 min 53 s pour y revenir. On appelle cette durée l'année anomalistique. Cette durée est différente de l'année sidérale parce que l'ellipse de l'orbite terrestre pivote lentement dans un repère galiléen ;
- enfin, si l'on se repère par rapport au nœud de l'orbite lunaire, l'année dure 365,593 0 j, soit 365 j 14 h 13 min 53 s. C'est l'année draconitique.

### Le calendrier grégorien
Le calendrier grégorien a été établi pour assurer sa stabilité par rapport aux saisons, c'est-à-dire pour que l'équinoxe de printemps ait toujours lieu à la même date. Ce calendrier est donc une approximation en fractions entières de l'année tropique (en fractions entières, car on ne peut pas ajouter ou retrancher des fractions de jours pour ajuster la durée de l'année civile).
La méthode qu'il utilise est d'ajouter un jour entier tous les 4 ans (années bissextiles) et de retrancher trois jours tous les 400 ans (années séculaires non bissextiles), soit :
Année grégorienne moyenne en jours = {\displaystyle 365+{\frac {1}{4}}-{\frac {3}{400}}=365{,}2425}
L'année grégorienne diffère de l'année tropique de 0,000 310 2 j chaque année et il faudra 3 224 ans pour que l'équinoxe de printemps diffère en moyenne de un jour de l'équinoxe calendaire fixé au 21 mars. Dans la pratique, l'ajout d'un jour entier tous les quatre ans fait que l'équinoxe de printemps astronomique tombe cycliquement les 20, 21 ou 22 mars, mais sa date moyenne est fixe à l'approximation ci-dessus près.

## Synchronisation passée de la Lune autour de la Terre

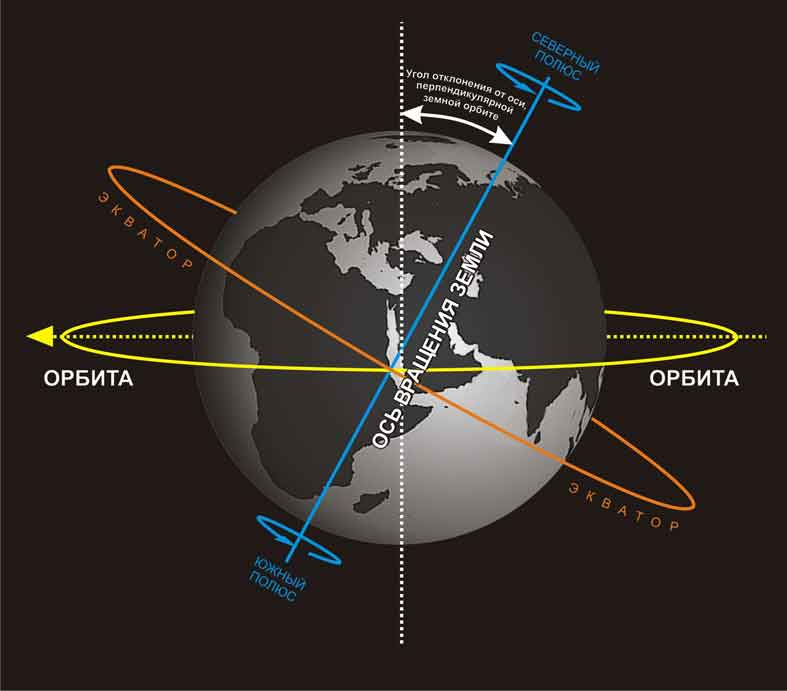
Déviation de l’axe de rotation de la Terre par rapport à l’axe perpendiculaire à l’orbite.

L'impact géant il y 4,4 milliards d'années serait responsable de l'inclinaison de l'axe de rotation de la Terre et d'une accélération de la rotation de la Terre (à l'époque la durée du jour était d’environ 6 heures).
Si l'orbite de la Terre avait été la même qu'actuellement, une année devait durer 880 jours.
La rotation synchrone de la Lune est due aux forces de marée exercées par la Terre, dont les frottements provoquèrent le ralentissement de la rotation lunaire jusqu'à la synchronisation de la rotation et de la révolution de la Lune autour de la Terre. Elle nous présente ainsi maintenant toujours la même face visible (d'où la face cachée).

## Traces paléontologiques du ralentissement de la rotation terrestre
Réciproquement les forces de marée entre la Terre et la Lune ralentissent aussi la rotation de la Terre sur elle-même, si bien que, lorsque l'on compte le nombre des anneaux de croissance quotidiens visibles dans les anneaux de croissance annuels de coraux fossiles du Dévonien (il y a 380 Ma), on relève qu'à cette époque, l'année comportait 400 jours, mais qu'une journée ne durait que 22 heures.
Ce ralentissement ajoutant une heure par rotation quotidienne tous les 200 millions d'années (soit deux millions de siècles) environ est de quelque 2 millisecondes par siècle.

## Synchronisation future de la rotation terrestre avec le Soleil et la Lune
Lorsque deux corps gravitent l'un autour de l'autre, la force de gravitation tend à synchroniser la rotation des deux corps avec leur révolution de telle façon qu'à terme, les deux corps apparaissent fixes dans le ciel vus l'un de l'autre. L'effet dépend du rapport des masses et de l'éloignement des deux corps. Or la Terre est un satellite du Soleil et possède la Lune comme satellite. Sa rotation est donc influencée par ces deux astres.
Le rapport de masses et de distances le plus important est celui de la Terre sur la Lune : la rotation de la Lune sur elle-même est synchronisée avec sa révolution autour de la Terre et elle lui présente toujours la même face.
En tant que membre du couple Terre-Lune, la Terre va tourner sur elle-même de plus en plus lentement pour atteindre ultimement la synchronisation avec le mois lunaire qui, lui, augmente aussi lentement du fait que la Lune s’éloigne de la Terre. La vitesse angulaire de rotation de la Terre étant plus grande que celle de la Lune sur son orbite, elle tend à ralentir et la durée du jour s’allonge inéluctablement. Du fait du principe de conservation du moment cinétique, le moment cinétique de rotation de la Terre ainsi perdu est exactement gagné par la Lune dans sa translation orbitale, ce qui se traduit par l'éloignement de celle-ci de la Terre. L’énergie cinétique de rotation perdue par la Terre est transformée en chaleur du fait de la friction des marées. La Lune perd aussi lentement de son énergie cinétique, Ec, (une grandeur toujours positive), car sa vitesse orbitale ralentit plus elle s’éloigne (elle décélère sur son orbite qui s’allonge) ; mais, comme pour tout satellite, son énergie potentielle Ep et son énergie orbitale totale E sont négatives (E = Ep + Ec = -Ec = (1/2)Ep, du fait du théorème du Viriel : Ep = - 2 Ec). Ainsi E devient moins négative et donc augmente. Actuellement, la perte totale d’énergie « mécanique » du système Terre-Lune est de l’ordre de -3,2 TW, soit -3,321 TW perdus par la Terre qui ralentit et +0,121 TW gagnés par la Lune qui s’éloigne.
L'effet de la Lune sur la Terre est presque un demi-million de fois plus élevé que celui du Soleil. La Terre présentera toujours la même face à la Lune bien avant qu'elle ne présente la même face au Soleil. Les calculs suggèrent qu'il faudra plusieurs milliards d'années pour que le jour terrestre et le mois lunaire soient de 47 de nos jours et encore plus pour qu'il y ait synchronisation des trois astres, soit plus que la durée de vie estimée du Système solaire. Le système Pluton-Charon a déjà atteint cet état avec une rotation synchrone de 6 jours 9 heures et 17 minutes.